# Khodadad Azizi
Khodadad Azizi   (Fariman, 22 de juny de 1971) fou un futbolista iranià de la dècada de 1990 i entrenador de futbol.
Fou internacional amb la selecció de futbol de l'Iran amb la qual participà a la Copa del Món de futbol de 1998. Pel que fa als clubs destacà a 1. FC Köln i PAS Tehran FC.